# Eduard Fokker
Eduard Fokker (Middelburg, 14 juli 1849 – Den Haag, 4 juni 1936) was een Nederlands politicus.

## Leven en werk
Fokker, lid van de patriciaatsfamilie Fokker, was een advocaat die in 1901 tot de liberalen behoorden die overstapten naar de VDB. Hij was de zoon van een Zeeuwse koopman. Hij werd zelf griffier van de Staten van Zeeland. Hij was een pleitbezorger voor gelijke rechten van de vrouw en mede-oprichter in 1884 van de Vereeniging tot Verbetering van den Maatschappelijken en den Rechtstoestand der vrouw in Nederland. Hij verliet in 1903 de Tweede Kamer der Staten-Generaal om administratief rechter te worden bij de Centrale Raad van Beroep. Van 1 maart 1903 tot 1 september 1914 was hij president van de Centrale Raad van Beroep.
Hij was een zwager van het liberale Tweede Kamerlid Pieter Christiaan Jacobus Hennequin en een neef van het conservatief-liberale Eerste Kamerlid Abraham Jacobus Frederik Fokker van Crayestein van Rengerskerke.

## Onderscheidingen
- Commandeur in de Orde van Oranje-Nassau (1914)
- Grootofficier in de Orde van Oranje-Nassau (6 augustus 1928)